# Enfant indigo

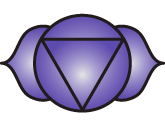
La couleur indigo, ici représentée sur le 6e chakra, est associée dans le New Age à une responsabilité spirituelle à l'égard du monde.

Enfant indigo est une expression issue de la pensée New Age et plus spécifiquement portée par Lee Carroll, pseudo-scientifique et occultiste. Elle ne repose ainsi sur aucune base scientifique. Elle désigne une catégorie nouvelle d'enfants qui serait apparue pour aider le monde à s'élever. Ces « enfants du 3e millénaire » seraient caractérisés notamment par des troubles du comportement ou du développement censés découler d'un environnement qui serait inadapté à leur haut potentiel. Dans une évolution du New Age, les enfants cristal sont introduits, les enfants indigo étant censés préparer l'arrivée des enfants cristal.
Selon le GEMPPI, qui considère notamment que les enfants exposés aux croyances de leurs parents sont à risque d'endoctrinement, « les adeptes de Kryeon n'ont d'autres objets de culte et de superstition que leurs enfants, qui se trouvent revêtus de super-pouvoirs magiques bénéfiques en cas d’obéissance, maléfiques en cas de rejet, dès lors que les guides patentés de l’église kryeoniste les déclarent Indigo ». Il s'agit selon eux d'une technique d'exploitation des croyants unique en son genre.
Le concept d'enfant indigo, proposé comme diagnostic pseudo scientifique à des enfants autistes ou hyperactifs par exemple, conduit à suspecter des dérives sectaires,.  Le GEMPPI souligne que, selon Lee Carroll et Jan Tober dans Les Enfants Indigo (Éditions Ariane 1999), les caractéristiques générales des enfants indigo selon les kryeonistes sont asociaux, égoïstes, perturbateurs, tyrans, prétentieux, caractériels, tueurs.

## Histoire; origines et principe
Le concept était en gestation depuis les années 1970. 
Il se formalise dans les années 1990 dans certains pays anglophones et depuis 1999 dans les pays francophones avec Nancy Ann Tappe qui se présente comme voyante, « médium » et « synesthète » et qui affirmait observer des « auras » de différentes couleurs autour de certaines personnes, dont la couleur indigo dans son ouvrage Understanding Your Life Through Color en 1982. La couleur indigo serait associée à des personnes ayant un destin de leader spirituel. L'idée a été reprise et popularisée par le livre The Indigo Children (Les Enfants indigo : Enfants du 3e millénaire), écrit en 1999 par les Américains Jan Tober et Lee Carroll, puis par Doreen Virtue avec son livre Aimer et prendre soin des enfants indigo (2002). Certains auteurs notent que cette couleur et notion peuvent renvoyer à celle des « avatars bleus » (silhouette d'un corps androgyne, glabre, élancé et bleu) qui s'est développée dans certains milieux de la cyber-culture, des bandes dessinées et de la culture pop américaine et européenne, dans les années 1990.
Selon une étude commandée par la Bibliothèque publique d'information du Centre Pompidou sur le sujet « Enquête de réception : le cas de l'ésotérisme », la notion d'enfant indigo est un « exemple parfait d'invention moderne d'un thème ésotérique » (p. 177). Deux « écrivains-thérapeutes » tels que le New Age en a beaucoup mis en avant, Lee Carroll et Jan Tober, ont publié en 1999 un ouvrage intitulé Les Enfants indigo, enfants du troisième millénaire ; à partir de ce texte, l'idée qu'il existe des « enfants indigo », présentés comme « mutants » (thème très présent aussi dans la bande dessinée et repris par le cinéma). Ces enfants seraient nés depuis les années 1990, rebelles et doués de capacités nouvelles, introduits dans le monde pour une « grande transition planétaire ». 
Des parents ont cru que leurs enfants était « indigo ». Des adolescents se sont eux-mêmes décrits comme indigos. 
En 2002, Carroll et Tober publient un second livre – Célébration des enfants indigo – qui réunit des témoignages, récits et anecdotes transmis par les lecteurs du premier livre. Des dizaines d'ouvrages sur le sujet ont, depuis, été publiés en Amérique du Nord et une dizaine en français. L'auteur associe avec raison ce courant ésotérique à l'inquiétude des parents et des éducateurs face aux enfants « difficiles », comme on le voit par exemple avec les discours sur les enfants dits « hyperactifs ». 

Les associations et organismes de lutte contre les sectes dénoncent rapidement les dangers induits par ce concept, notamment en termes sociopsychopathologiques infanto-juvéniles alors que ces références pénètrent le champ culturel, avec des effets sur la santé mentale.

« Malgré les retombées médiatiques des campagnes d’information engagées pour prévenir médecins et particuliers des dangers de ce groupe prônant l’idéologie d’une race nouvelle à venir, Kryeon continue à promouvoir activement le thème des enfants indigo, enfants à l’ADN différent qui doivent faire l’objet d’une éducation particulière et qui, pour certains d’entre eux, auraient même des pouvoirs de guérison [...]. Le groupe investit actuellement aussi le créneau des femmes enceintes (idée de la « génération indigo » en gestation) et propose une surenchère dans l’exploitation du thème des enfants indigos en passant actuellement au concept de l’enfant « cristal », décrété encore plus extraordinaire que les précédents. »

— Jean-Marie Abgrall (médecin criminologue et spécialiste des sectes)

## Réception critique
Cette catégorisation n'a aucune base scientifique, et repose sur des croyances occultistes. 
Parmi les critiques faites à l'idée d'« enfant indigo » :
- d'être le fonds de commerce d'une secte[10] ;
- de ne pas reposer sur des bases scientifiques[11] ;
- de séduire les parents d'enfants en difficulté en leur présentant leur situation sous un angle favorable[12] ;
- selon certaines analyses, l'enfant dit « Indigo » pourrait culpabiliser des parents qui se sentent incapables de soutenir le destin particulier de leurs enfants[13] ;
- d'être un plan politique pour créer ou infiltrer des écoles « spéciales »[14] ;
- de déifier des enfants et de déprécier les parents[15].

L'expression « enfants indigo » est parfois aussi utilisée pour décrire des enfants surdoués et/ou en échec scolaire, ayant une intelligence et une maturité spirituelle supérieures (nés autistes, dyslexiques ou hyperactifs), sans les considérer comme leaders ou futurs sauveurs du monde. 
Ces derniers devraient, selon les tenants de l'idée, être éduqués selon de nouveaux critères, adaptés à leur particularité, qui n'est plus alors reconnue comme une maladie ou un handicap, mais présentée comme une mutation.

## Dans la culture populaire

### Films
- Hungry Hearts : ce film italien raconte le calvaire d'un enfant que sa mère croit être un « enfant indigo ». Après la naissance, la mère sombre dans la folie. Son amour maternel — son cœur « affamé » — la pousse à adopter pour son fils un régime alimentaire restrictif à base de légumes et d'huile de colza et un mode de vie non conventionnel (elle refuse — entre autres — de consulter un médecin bien que son fils soit dans un état de santé alarmant). Lorsque le père voit son fils dépérir — voire mourir de faim — il fait tout pour le sauver avec l'aide de sa propre mère.
- Ex-gourou : ce projet de film documentaire d'Élisabeth Feytit (ex-« enfant indigo ») devant être tourné en 2019, revient sur le parcours de Jessica Schab, « Guide spirituelle » pendant plus de 10 ans sous le nom de Jessica Mystic, considérée par sa communauté New Age comme la première « enfant cristal » venue s'incarner sur Terre pour sauver l'humanité. Elle entama un parcours de déconditionnement de ses idées mystico-ésotériques qui avaient régenté sa vie, adoptant un esprit critique, jusqu'à devenir présidente du Center for Inquiry de Vancouver, une association sceptique qui promeut la raison, la science, la laïcité et la liberté d'investigation dans toutes les entreprises humaines[17],[18].

### Jeux vidéo
- Fahrenheit : The Indigo Prophecy : le jeu vidéo du studio de développement français Quantic Dream intègre à son histoire la présence d'une enfant indigo, aux capacités surnaturelles, qu'il convient de sauver.

### Musique
- L'auteur-interprète Willow Smith fait souvent des références aux enfants Indigo dans ses œuvres musicales, en se réappropriant le sens du mot (notamment dans sa participation au titre Wit a Indigo).
- Le duo de rappeurs new-yorkais The Underachievers fait régulièrement des références aux indigos, et a même nommé l'un de ses albums publié en 2013 Indigoism.

### Scientifique
- Corcombet M, Denoyer F, Laurent G & Mansour M (2007) Les enfants indigo II. Dossier d’étudiants du cours de zététique et approche scientifique du paranormal. Université Joseph-Fourier de Grenoble.
- Renaud Évrard et Pascal Le Maléfan, « Une marge de la psychopathologie contemporaine : les « enfants indigo » », L'Information psychiatrique, vol. 86, no 5,‎ 2010, p. 413–421 (ISSN 0020-0204, lire en ligne, consulté le 18 août 2022)
- [Singler 2017] (en) Beth Singler, The indigo children : new age experimentation with self and science, Abingdon, Routledge, 18 septembre 2017, 209 p. (ISBN 978-1-315-10084-5, DOI 10.4324/9781315100845, lire en ligne)

### Pseudoscientifique ou ésotérique
- Caroll, Lee & Tober, Jan (1999) Les Enfants indigo : enfants du 3e millénaire, Outremont, Ariane.  (ISBN 2-920987-36-4)
- Caroll L (2002) Célébration des enfants indigo, Outremont, Ariane.  (ISBN 2-92098764-X)
- Chautems J (2015), Être indigo sans avoir le blues, Lausanne, Favre.  (ISBN 978-2-8289-1420-2)
- Chupin J. (2004) Enfants indigo : les nouveaux missionnaires. Article du Monde de l’éducation, publié le 1er novembre. http://appy.ecole.free.fr/articles/20041100d.htm
- Simon S(2006), Enfants indigo, une nouvelle conscience planétaire, Monaco, Alphée.  (ISBN 2-75380202-5)
- Virtue D (2002) Aimer et prendre soin des enfants indigo, Outremont, Ariane.  (ISBN 2-92098759-3)